# Fly IQ4516 Octa Tornado Slim
Fly IQ4516 Octa Tornado Slim — смартфон, выпускаемый компании Fly.

## Дизайн
Модель выпускается в двух цветовых решениях: чёрном и белом. На декабрь 2014 года смартфон является самым тонким в мире устройством. Телефон защищён с двух сторон стеклом Corning Gorilla Glass для защиты от царапин.

## Технические характеристики
Внутри смартфона 8-ми ядерный процессор MediaTek M6592 с тактовой частотой 1.7ГГЦ, несъёмный аккумулятор на 2050 мАч, 1 Гигабайт оперативной и 16 Гигабайт встроенной памяти. Поддержки карт памяти нет. В качестве операционной системы по умолчанию стоит Android 4.4.2.